# Гетто в Мотоле
Гетто в Мо́толе (лето 1941 — весна 1942) — еврейское гетто, место принудительного переселения евреев города Мотоль Ивановского района Брестской области и близлежащих населённых пунктов в процессе преследования и уничтожения евреев во время оккупации территории Белоруссии войсками нацистской Германии в период Второй мировой войны.

## Оккупация Мотоля и создание гетто
Мотоль был захвачен немецкими войсками 26 июня 1941 года.
Реализуя нацистскую программу уничтожения евреев, немцы создавали гетто почти во всех городах и населённых пунктах Беларуси, где проживало еврейское население. Так и в Мотоле вскоре после оккупации был организован юденрат, а евреев согнали в гетто.

## Уничтожение гетто
Немцы очень серьёзно относились к возможности еврейского сопротивления, и поэтому в первую очередь убивали в гетто или ещё до его создания евреев-мужчин в возрасте от 15 до 50 лет — несмотря на экономическую нецелесообразность, так как это были самые трудоспособные узники. По этой причине 2 августа 1941 года каратели окружили местечко, а затем согнали на базарную площадь всех евреев. Затем евреев-мужчин — взрослых и детей — построили в колонну и под конвоем отвели примерно на километр от Мотоля в сторону деревни Осовница, где расстреляли и закопали в четырёх рвах к востоку от деревни. Евреев заставили самих вырыть себе ямы. Группу евреев сожгли в сарае в деревне Осовница. Всего в тот день были убиты 1400 евреев-мужчин. Местных жителей пригнали закапывать рвы.
3 августа 1941 года оставшихся в живых еврейских женщин и детей собрали в центре города, потом отвели в урочище Гай и расстреляли — в 500 метрах к югу от Мотоля, по дороге к деревне Калилы.
Всего за эти два дня в результате «акций» (таким эвфемизмом гитлеровцы называли организованные ими массовые убийства) были убиты 1550 евреев.
Весной 1942 при полной ликвидации гетто в Мотоле было расстреляно около 1500 евреев.
По данным комиссии ЧГК, всего в Мотоле были убиты или заживо погребены около 3000 (2400 — 2800) евреев. Из них около 1000 человек — беженцы из Польши в 1939—1940 годах, остальные — постоянные жители Мотоля.

## Память
На месте одного из расстрельных рвов у Осовницы (0,5 км восточнее деревни) стоит памятный знак жертвам геноцида евреев.
В урочище Гай на братской могиле евреев установлен памятник.
Опубликованы неполные списки убитых мотольских евреев.